# Сајмон Шелтон
Сајмон Шелтон (енгл. Simon Shelton; 13. јануар 1966 — 17. јануар 2018) био је британски глумац најпознатији по улогама Лија Картера у комедији Телетабиси.